# خيول كلايدزديل

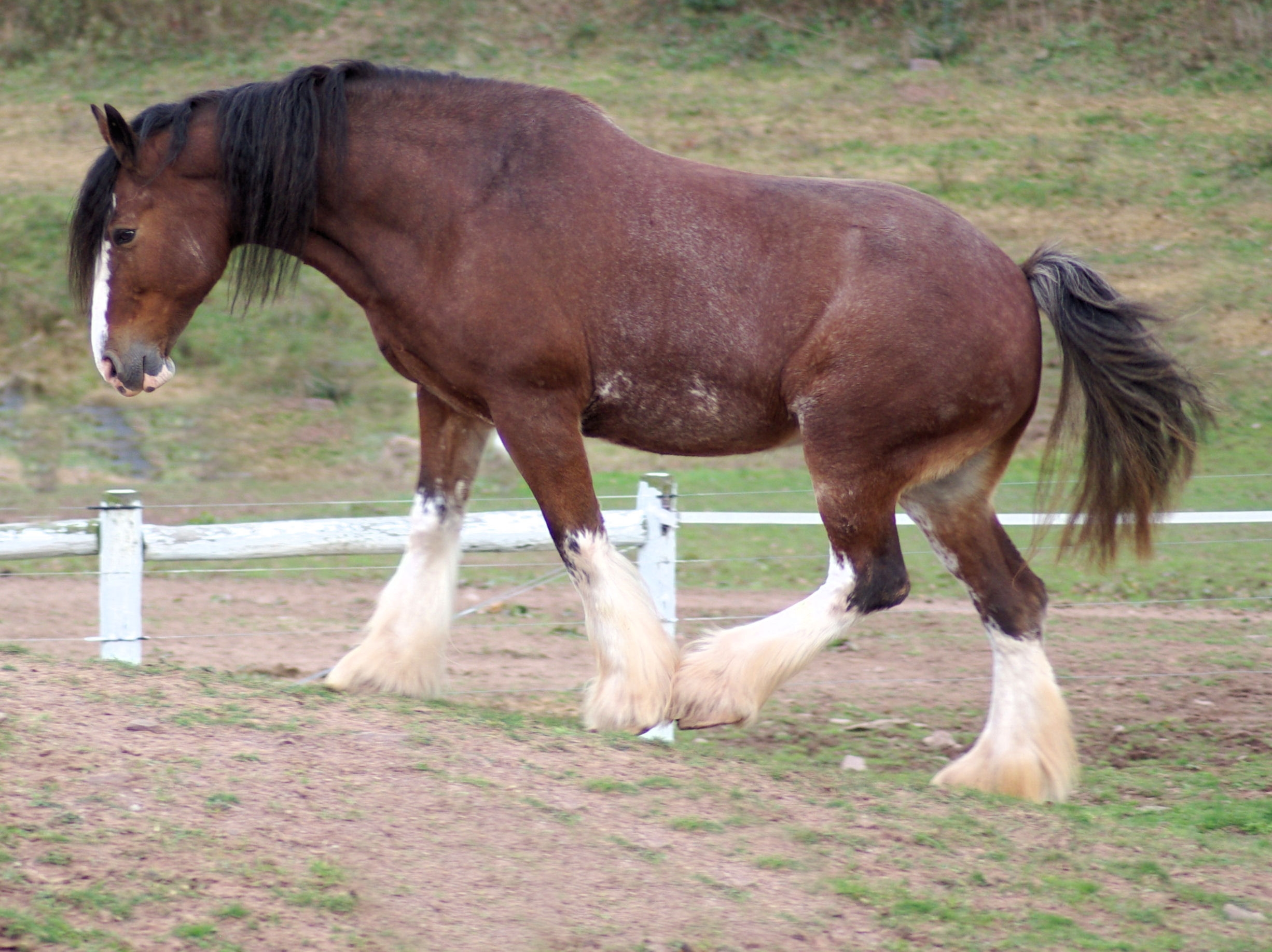
خيول كلايدزديل

خيول كلايدزديل (بالإنجليزية: Clydesdale horse)‏ واحد من أجمل سلالات خيول الجر؛ له شعر طويل يتهدل أسفل الركبة والحافر ومتصل على القوائم الخلفية. وهذا الشعر يدعى الريش، ويعطي هذا الحصان منظرًا أنيقًا وغير عادي. وأحصنة الكلايدزديل خيول مشهورة بسحب العربات في المهرجانات.